# 1395 Aribeda
1395 Aribeda este o planetă minoră (asteroid), cu un diametru de 19,919 km, din centura de asteroizi. A fost descoperită pe 16 iulie 1936 la Observatorul Königstuhl de Karl Wilhelm Reinmuth și a fost numită după Astronomisches Rechen-Institut⁠(d). 
Obiectul prezintă o orbită caracterizată de o semiaxă mare de 3,2026773 UAi, o excentricitate de 0,05807, o înclinație de 8,6449 ° în raport cu ecliptica.